# 팀 매키너니
팀 매키너니(Tim McInnerny, 1956년 9월 18일 ~ )는 잉글랜드의 배우이다.

## 출연 작품

### 영화
- 쟈니 잉글리쉬 2: 네버다이 (2011) - 쿼터메인 역
- 오토마타 (2014)
- 피털루 (2018)
- 행복의 단추를 채우는 완벽한 방법 (2018) - 아서 역
- 에어로너츠 (2019) - 조지 비델 에어리 역
- 킬러 스쿼드 (2019, Killers Anonymous) - 캘빈 역
- 디 엔드 (2024)
- 글래디에이터 2 (2024)

### 텔레비전
- 블랙애더 (1983-89)
- 왕좌의 게임 (2016-17)